# CJ Group
CJ Group (Сі-джей груп, кор. CJ그룹CJ그룹) — південнокорейський конгломерат (чеболь) зі штаб-квартирою в Сеулі.

## Компанія
Харчова компанія CheilJedang відокремилася від Samsung Group в 1993 році. Відтоді компанія розширювала сферу бізнесу, спочатку на фармацевтику, біотехнології і хімічну індустрію. У 2002 році була перейменована в CJ. На сьогоднішній день залишається найбільшою корейською біо- та харчовою компанією, але стала ще й одним з лідерів у сфері розваг та засобів масової інформації. 